# Fenshui (köpinghuvudort i Kina, Hubei Sheng, lat 30,58, long 113,65)
Fenshui (kinesiska: 分水, 分水镇) är en köpinghuvudort i Kina. Den ligger i provinsen Hubei, i den centrala delen av landet, omkring 61 kilometer väster om provinshuvudstaden Wuhan. Antalet invånare är 61 045. Befolkningen består av 29 017 kvinnor och 32 028 män. Barn under 15 år utgör 15,0 %, vuxna 15-64 år 75 %, och äldre över 65 år 9,0 %.
Runt Fenshui är det tätbefolkat, med 683 invånare per kvadratkilometer. Närmaste större samhälle är Xiannüshan, 18,4 km öster om Fenshui. Trakten runt Fenshui består till största delen av jordbruksmark.
Genomsnittlig årsnederbörd är 1 441 millimeter. Den regnigaste månaden är juli, med i genomsnitt 203 mm nederbörd, och den torraste är december, med 19 mm nederbörd.